# Bembidion ornatellum
Bembidion ornatellum är en skalbaggsart som beskrevs av Thomas Casey. Bembidion ornatellum ingår i släktet Bembidion och familjen jordlöpare. Inga underarter finns listade i Catalogue of Life.